# Alani
Alani su bili skupina nomadskih skitsko-sarmatskih plemena, a govorili su jezikom koji je spadao u skupinu istočnoiranskih jezika. Smatra se da su izravni potomci Alana današnji Oseti na Kavkazu. Alanima su posebno bliski bili Roksolani, koji su se u 1. stoljeću pr. Kr. naselili na Dunavu.
Kao plemenski savez, Alani su opstali duže od Sarmata, pa su tijekom vremena došli pod utjecaj raznih kultura. Od 2. stoljeća pr. Kr. nastanjivali su sjeveroistočnu obalu Kaspijskog jezera. Od tamo su prodrli u stepe južne Rusije između Volge i Dona. 

## Ime
Na starogrčkom jeziku nazivani su Alanoi, a na latinskom Alani ili Halani. Naziv vjerojatno im podrijetlo od riječi Al ("veliki, snažni, božanski") i perzijskog sufiksa koji označava podrijetlo, a moguće i od staroperzijskog imena Aryan (Oseti, današnji potomci Alana na Kavkazu sebe nazivaju imenom Iron).
Drugi naziv za Alane bio je Jasi (na mađarskom Jász, na ruskom Jasy, na gruzijskom Osi). Smatra se da je iz ovog imena nastalo i moderno ime Oseta. 

## Kultura
Alani su bili dobri jahači i živjeli su polunomadskim načinom života. Imali su stada krava, koza, ovaca i konja i boravili su u jurtama ili na kolima. Od hrane rado su jeli mliječne proizvode (jogurt i kefir) te meso.
Alanski ratnici su imali lukove iste kao i Skiti, sarmatski dugi dvosjekli mač, kamu i koplje. Za razliku od ostalih sarmatskih plemena Alani su najradije u boj išli kao laki kopljanici na konjima. Omiljena taktika im je bila, slično kao i kod drugih stepskih naroda, odglumiti bijeg, da bi zatim iznenada krenuli u protunapad. 

## Alanski vladari
Kavkaz:
- Kuluk, kralj Alana u 1. stoljeću.
- Sarodius, kralj Alana u 6. stoljeću.
- Durgulel, kralj Alana u 11. stoljeću.

Galija:
- Respendial, kralj Alana u zapadnoj Europi 406. godine, u doba osvajanja Galije.
- Goar, kralj Alana u Galiji u 5. stoljeću.
- Sangiban, kralj Alana u Galiji 451. godine.

Hispanija:
- Ataces, kralj Alana u Hispaniji 418. godine.
- Gunderih, kralj Vandala i Alana u Hispaniji do 428. godine.

Sjeverna Afrika:
- Gajzerik, kralj Vandala i Alana u sjevernoj Africi 428–477. godine.
- Hunerih, kralj Vandala i Alana u sjevernoj Africi 477–484. godine.
- Guntamund, kralj Vandala i Alana u sjevernoj Africi 484–496. godine.
- Trasamund, kralj Vandala i Alana u sjevernoj Africi 496–523. godine.
- Hilderik, kralj Vandala i Alana u sjevernoj Africi 523–530. godine.
- Gelimer, kralj Vandala i Alana u sjevernoj Africi 530–534. godine.

## Naslijeđe Alana
Neki istraživači podrijetla Srba i Hrvata smatraju da su Srbi i Hrvati bili alanska plemena. Prema ovim tvrdnjama, Srbi i Hrvati su prvobitno živjeli sjeverno od Kavkaza, odakle su se u doba hunske najezde preselili u srednju Europu, gde su se s vremenom stopili sa Slavenima, kojima su ostavili svoje ime (Iranska teorija o podrijetlu Srba i Iranska teorija o podrijetlu Hrvata). 
Imena kao što su Alan, Alain, Alanus, Alanis, prezime FitzAlan kao i imena naselja (Allainville ili Allaincourt) još i danas svjedoče o nekadašnjem prisustvu Alana u Zapadnoj Europi, posebno u Britaniji i Francuskoj. Sporno je podrijetlo imena španjolske provincije Katalonije, za koju neki smatraju da je gotsko-alansko. Na Kavkazu postoji prolaz s imenom Darijal, od perzijskih reči dar-i Alan, što znači "kapija Alana". Ovuda je ovaj nomadski narod često prolazio na svojim pljačkaškim pohodima.
I poljski naziv za laku konjicu, ulani, vjerojatno potječe od Alana, lakih i brzih kopljanika.
Prema nekim povjesničarima i ime Rus potiče od alanskog plemena Ruks-asa, ili od sarmatskog plemena Roksolana, srodnog Alanima. U oba naziva krije se stara sjevernoiranska riječ "raokšna", što bi značilo bijelo ili svijetlo. Slično značenje ima, međutim, i staroslavenska reč "rusij", tako da ova teorija nije naišla na veliku podršku u znanstvenim krugovima.

## Vanjske poveznice
- Alani  Arhivirana inačica izvorne stranice od 30. kolovoza 2010. (Wayback Machine) (na engleskom)
- Alanske povijest  Arhivirana inačica izvorne stranice od 16. studenoga 2011. (Wayback Machine) (na engleskom)